# Illapa
Illapa (conhecido também como Apu Illapa, Ilyapa, Chuquiylla, Catuilla, Intillapa ou Libiac) é o deus do raio, do trovão, do relâmpago, da chuva e da guerra dentro da mitología incaica. O raio era reverenciado, de modo geral, como uma Deus da mais alta hierarquia dentro de toda a região andina, sob diversos nomes: Yana Raman ou Libiac, dos Yaros ou Llacuaces; Pariacaca, dos Yauyos; Apocatequil, dos Cajamarca; Pusikajcha, do altiplano sul; entre outros. Durante a expansão do Tahuantinsuyo, estas divinidades passam a ser convertidas em variantes regionais do deus Illapa.
Illapa era fortemente vinculado à agricultura, pois era considerado o responsável por prover o clima ideal para colheitas e cultivos produtivos.
Como deus da guerra, Illapa também tinha um papel central em contextos bélicos. Illapa era o principal protetor das campanhas militares incas durante a expansão do Tahuantinsuyo.
Devido a suas faculdades como deus do clima e deus da guerra, Illapa foi venerado a tal ponto de ser considerado como o terceiro deus mais importante dentro do panteão incaico, sendo superado somente por Viracocha e Inti.

## História

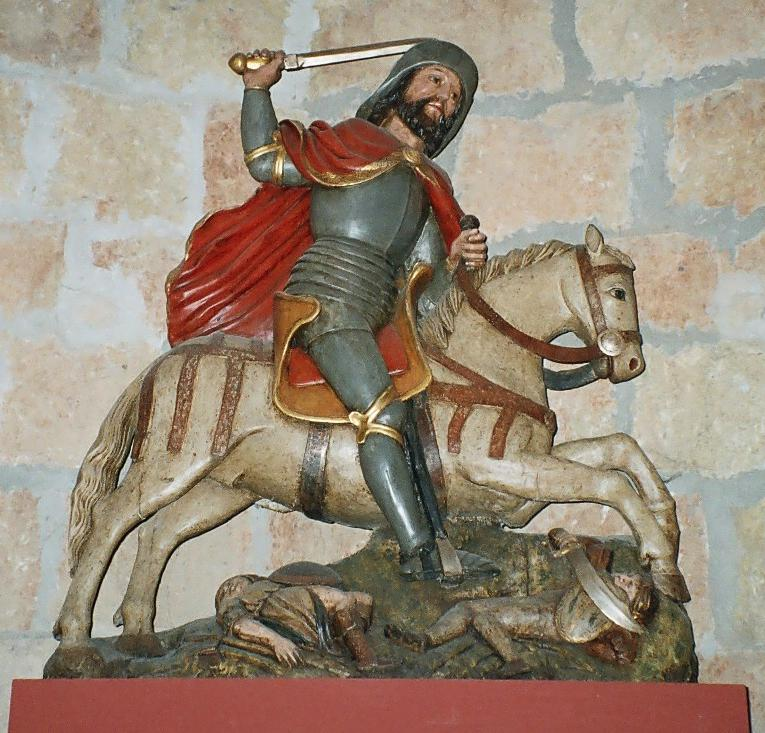
Apóstol Santiago, versão cristianizada (ou sincrética) do deus Illapa

Illapa é a divinidade incaica do raio, do trovão, do relâmpago, da chuva e da guerra.
Segundo frei José de Acosta, o panteão incaico encontrava-se encabeçado por Wiracocha (criador), depois seguia Inti (Sol) e em terceiro lugar Illapa, também conhecido como: Chuquiylla, Catuilla e Intillapa. Os indígenas o representavam como um homem imponente vestindo roupas brilhantes que habitava no mundo celestial. Além disso, Illapa portava uma warak'a e uma maqana de ouro, armas divinas que simbolizavam seu domínio absoluto sobre o clima (especialmente, o raio e seus demais elementos).
Acredita-se que Sacsayhuamán teria sido utilizado tanto como fortaleza militar como templo ceremonial dedicado a várias divinidades, entre as quais se destacava Illapa. O cronista Garcilaso da Vega em seus Comentários Reais assinalou que os incas tinham a Illapa como enviado do deus Inti e o lugar onde este caísse era tomado como maldito (anatema):

 "Tinham os relâmpagos, trovões e raios como servos do Sol... mas não os consideravam deuses, como querem alguns dos historiadores espanhóis, e na verdade abominavam e abominam a casa ou qualquer outro lugar do campo onde cai algum raio: fechavam a porta da casa com pedra e barro para que nada jamais entrasse nela, e o local do campo sinalizavam com marcos para que nínguem pisasse; tinham aqueles lugares como malfadados, infelizes e malditos; diziam que o Sol os havia marcado como tal com seu servo o raio."— Comentarios Reales de los Incas, Libro Segundo, Capítulo I
Illapa também aparece representado no retáblo do templo maior de Coricancha, descrito pelo cronista Santacruz Pachacuti, com uma imagem de um duplo ziguezague.
No final do século XVI , os conquistadores espanhóis assemelharam Illapa com o apóstolo Santiago, que produzia trovões com o galope de seu cavalo. Este tipo de assimilação ocorreu também com outros deuses incas, sendo outro exemplo o que ocorreru com o deus Pachacámac, o qual era conhecido como "O senhor dos tremores", assimilado pelos conquistadores espanhóis com o Cristo de Pachacamilla.

## Representação
Illapa era representado como um poderoso e imponente homem vestido com roupas brilhantes e portando uma maqana de ouro e uma warak'a, armas divinas simbolizavam seu poder absoluto sobre o clima e sua capacidade de gerar raios, trovões e relâmpagos.
Segundo o cronista Bernabé Cobo, outra representação que os incas davam a Illapa era a de um guerreiro formado por estrelas no mundo celestial.
Seus ritos tomavam lugar nas mais altas montanhas, pois acreditava-se que Illapa costumava habitar nelas. Seus ritos incluíam danças, cánticos, festas e sacrifício de animais; em períodos de grande necessidade, eram também realizadas sacrifícios humanos. Illapa manifestava-se no mundo terreno na forma de um puma ou falcão, já que estes animais moravam no alto das montanhas.

## Papéis e associações

### Deus agrícola e fertilizadora
Esta é uma das facetas mais citadas sobre as atribuições divinas de Illapa. Segundo Pólo de Ondegardo:

"A chuva estava em sua mão, e o granizo, e os trovões e tudo mais que pertence à região do ar, onde as nuvens são feitas."— Informaciones acerca de la religión y gobierno de los Incas, Volumen III, pagina 6
Illapa, tal qual outros deuses andinos, era uma entidade dual que, a depender das circunstâncias, podia ter carácter benfeitor e/ou destruidor. Assim como podia favorecer os cultivos ao fertilizar à Pachamama (Terra), também podia arrasá-los. Aspectos positivos da divinidade ,como por exemplo a chuva, podia se converter em um agente adverso; seja por um excesso desta que gere inundações ou a falta da mesma, a qual gera secas.

### Deidade da guerra
O nono inca, Pachacútec, tinha estabelecido o deus Illapa como seu wawqi (irmão divino). A partir disto, o Inca mandou a que fabricassem diversos ídolos em honra ao deus do raio.
Entre estes ídolos, encontra-se um conhecido como Caccha ou Cacha. A seu respeito, o cronista Juan de Betanzos acrescenta:

"[Pachacuti] fez um pequeno ídolo que um homem carregaria nas mãos sem dor, cujo ídolo era feito de ouro para que o adorassem enquanto durasse a guerra e andassem nele, qual ídolo eles adoravam como o Deus das batalhas e o chamavam de Cacha, que ele deu um ídolo e fez favor a um parente seu, o mais próximo e conhecido dele, para que durante a guerra ele se encarregasse de carregá-lo nas costas ou da melhor maneira que ele pudesse e que no dia da batalha quando tivessem batalha ele o carregaria nas mãos vestido e enfeitado e com um diadema na cabeça, sempre carregando aos pares um jovem seu que com um pequeno parasol que chamam de achigua cada um e quando o referido ídolo parasse faria uma boa sombra para ele como sua pessoa foi feita e que este parasol deveria ter uma vara longa para que ele se conhecesse enquanto caminhava na batalha se ele andasse ou aquelas pessoas teriam o cuidado de procurar por ele e guardasse sua pessoa o ídolo ao qual o ídolo foi feito até que os três dias se cumprissem. Durante os meses em que o povo esteve junto com ele, muitos grandes sacrifícios foram feitos a ele."— Suma y narración de los incas, página 84
Vale a pena realçar que, "Caccha" é um dos nomes com os que Guamán Poma de Ayala faz alusão ao deus do raio, através do vocábulo composto "Curi Caccha" (resplendor de ouro).
Dentro dos numerosos deuses e divinidades da mitología incaica, Illapa era o deus portador de duas poderosas armas divinas: a maqana dourada e a warak'a. Armas que, por sua vez, eram variantes divinizadas das principais armas dos incas.
Do mesmo modo, durante as guerras, o Inca tratava de invocar o poder bélico do deus Illapa. Isto era feito sobre uma plataforma conhecida como Pillcoranpa (andas do Inca), carregada por um grupo de pessoas. Era utilizada exclusivamente durante casos de guerra. Nela, o Inca empunhava seu warak'a e arremessava pedras de ouro fino como projéteis na direção de seus inimigos.

### Deus associado ao Inca morto
Segundo traduções de Cristóbal de Albornoz, o termo "Illapa" era utilizado como um sinônimo para os mallquis (múmias) dos governantes incas e/ou antepassados principais. Em seu relatório Instrução para descobrir todas as guacas do Pirú e seus camayos e haziendas, o célebre extirpador de idolatrias escreve:

"Há outros tipos huacas que se chamam illapas, que são cadáveres embalsamados de alguns dos seus principais antepassados, aos quais reverenciam e mochan. Este não é um mocha geral, mas uma parte particular da parcialidade ou ayllu que descendem desses mortos. Guardavam-nos com muito cuidado entre paredes, suas roupas e alguns vasos tinham ouro e prata e madeiras ou outros metais ou pedras."— Instrucción para descubrir todas las guacas del Pirú y sus camayos y haziendas, página 19
Com relação a isto, a associação entre o deus do raio e o corpo do defunto regente também se encontra documentada na obra Nova corónica e bom governo de Guamán Poma de Ayala. Em dita obra, o cronista escreve:

"Enterro do Inca. Como o Inca foi enterrado e embalsamado sem mover seu corpo, e fizeram seus olhos e rosto como se estivesse vivo, e o vestiram com roupas ricas, e chamaram o falecido de Illapa, que todos os outros falecidos chamavam de Aya."— Nueva corónica y buen gobierno, Capítulo 13, página 290
As múmias dos governantes e/ou mandatários principais ganhavam o nome do deus, já que, durante o Aya Marcay (mês dos difuntos), as múmias eram retiradas de seus recintos e levadas em procissão pelas ruas, casas e pela praça maior. Ainda, a elas eram ofereciadas comidas e danças para que ajudassem a trazer o líquido celeste.
Esta associação está presente dentro da cosmovisião andina e se entendia que o governante vivo encarna a força imponente do Sol, enquanto seu corpo morto encarna a poderosa força do clima.

### Deus associado aos nascimentos
O deus Illapa também tem estado vinculado com os recém nascidos. Na cosmovisão andina, crianças gémeas eram consideradas filhas de Illapa, já que se pensava que um raio teria atingido à mãe, fazendo com que o feto se partisse em dois. Estas crianças estavam destinados a ser Curis ou Chuchus, ministros do deus.
Também eram considerados filhos de Illapa aqueles que nasciam com alguma malformação como: lábio leporino, polidactilia, Chapca (crianças nascidas de pé), crianças com verrugas ou manchas, nariz afundado, etc. Além disso, crianças que nasciam durante um dia de temprestade também recebiam dito reconhecimento.